# Alexandra Maria Lara
Alexandra Maria Lara, amb nom de naixement Alexandra Maria Plătăreanu, (Bucarest, 12 de novembre de 1978) és una actriu alemanya d'origen romanès.

## Biografia
Va néixer a Bucarest el 12 de novembre de 1978 com a filla de Valentin Plătăreanu. Es va traslladar amb la seva família a Alemanya quan tenia quatre anys i mig; allà es va formar al Liceu Francès de Berlín i després va estudiar a l'acadèmia artística Charlottenburg Theaterwerkstatt. Als 16 anys ja havia interpretat alguns papers de protagonista en diverses produccions televisives. Des d'aleshores ha anat guanyant reputació com a actriu.
El seu paper més famós actualment és el de Traudl Junge en la producció alemanya Der Untergang (La caiguda), nominada el 2004 a l'Oscar de millor pel·lícula de parla no anglesa, on es narren els últims dies d'Adolf Hitler. Les seves últimes participacions en cinema han estat Youth without youth (2007), pel·lícula de parla anglesa dirigida per Francis Ford Coppola i The Reader (2008) dirigida per Stephen Daldry. Per a molts crítics Alexandra és una actriu amb talent i amb gran experiència. Apareix al vídeo Shadowplay de The Killers, a 04:13 exactament, com a part de la pel·lícula Control sobre la vida de Ian Curtis, líder i vocalista de Joy Division.

## Filmografia
- Sperling und der falscher Freund (1997)
- Südsee, eigene Insel (1999)
- Vertrauen ist alles (2000)
- Fisimatenten (2000)
- El túnel (2001)
- Honolulu (2001)
- Leo und Claire (2001)
- Liebe und Verrat (2002, TV)
- Was nicht passt, wird passend gemacht (2002)
- 99 Euro Films (2002)
- Napoléon (2002)
- Doctor Zhivago (2002)
- Schleudertrauma (2002)
- Nus (2002)
- Der Wunschbaum (2004)
- Leis Krieger (2004)
- Der Untergang (L'enfonsament / La caiguda) (2004)
- Cowgirl (2004)
- Trenck (2003)
- Offset (2005)
- Der Fischer und seine Frau (2005)
- Vom Suchen und finden der Liebe (2005)
- Control (2007)
- Wo ist Fred? (2006)
- I Really Hate My Job (2007)
- The Dust of Time (2007)
- Youth Without Youth (2007)
- The Reader (2008)
- L'affaire Farewell (2009)
- Imagine (2012)
- Rush (2013)
- Suite francesa (2014)
- Vier Gegen Die Bank (2016)
- Geostorm (2017)